# Athanase Matti Shaba Matoka
Athanase Matti Shaba Matoka (Bartella, 20 de junio de 1930 - Beirut, 19 de marzo de 2025) fue un prelado católico iraquí. Se desempeñó como arzobispo de Bagdad de los Sirios entre 1983 y 2010.